# ハマド・ビン・イーサ・アール・ハリーファ
ハマド・ビン・イーサ・ビン・サルマーン・アール・ハリーファ（アラビア語: حمد بن عيسى بن سلمان آل خليفة, ラテン文字転写: Ḥamad bin ʿĪsā bin Salmān Āl Khalīfa, 1950年7月15日 - ）は、初代バーレーン国マリク（国王、在位: 1999年3月6日 - ）。ハリーファ家の君主としては第11代に当たる。バーレーンの政体を絶対君主制から立憲君主制に移行させ、議会政治の復活や女性参政権の確立など、大規模な民主化政策を断行した。

## 名称
実名のハマド・ビン・イーサ・アール・ハリーファは、「ハリーファ家のイーサー（口語発音：イーサ）の子ハマド」の意であり、本人のファーストネームである個人名（イスム）はハマドとなる。
称号については、即位直後は伝統的な君主号である「首長（アミール、Amir/Emir）」を用いていたが、2002年に国名がバーレーン国 (State of Bahrain) からバーレーン王国 (Kingdom of Bahrain) に変更されたことで「国王（マリク、Malik）」となった。
イスラーム圏では通常、貴人や年長者・識者に対して、尊称であるシェイク（アラビア語発音：シャイフ）を名前の前に付けて呼ぶが、ハマドの場合はより高位の国王号を有するため付さないのが普通である。

## 略歴
以下の略歴はEmbassy of the Kingdom of Bahrainによる。
- 1950年7月15日、イギリス保護国バーレーンで当時の王太子イーサ・ビン・サルマーン・アール・ハリーファの長男として誕生。
- 1964年6月27日、初等教育の完了に合わせ皇太子となる。
- その後イギリスへ留学し、1968年までレイズ・スクール (en) 、オールダーショットのオールダーショット・スクール（英語版）、サンドハースト王立陸軍士官学校で学ぶ。
- 1968年 帰国。10月9日、サビーカ王妃と成婚。
- 1969年10月21日、後に王太子となる長子サルマーンが誕生。
- 1971年 バーレーン独立。内閣が組織され、国防大臣に就任。即位までは主にこの役職を務める。
- 1972年 アメリカ陸軍指揮幕僚大学へ留学。翌年卒業。
- 1999年3月6日、父のイーサ首長が急死。後継の首長として即位する。
- 2002年 憲法改正に伴い、バーレーンは王制へ移行。初代国王に即位。

## 民主化政策
- バーレーンの政治も参照のこと

1971年のイギリスからの独立後のバーレーンは、1975年に議会を停止し絶対君主制を形成していった。これに対し、1999年3月、首長に即位したハマドは大規模な民主化政策を断行した。
まず1999年6月、特赦令を発布し政治犯の釈放と国外追放処分者の復権を行った。2001年には治安維持法と治安裁判所を廃止した。
最も大きな改革は、2002年の憲法改正である。これによりバーレーンは王制に移行し、二院制の議会が設立され男女平等の普通選挙制も確立された。この時点でハマドの地位も首長から国王へと変化した。これらの民主化に向けた政策は欧米からは高く評価されている。
一方では反ハマド政権の市民数百人を政治犯として逮捕・拘束・虐待などの弾圧をしており、度重なる市民デモによる抗議やアムネスティなどの人権擁護団体から政治犯の釈放を求められている。

## 人物

### 地位
憲法改正後の現在のハマド国王の権限は以下のようなものである。国王位はハリーファ家の世襲制と憲法に規定されている。
- 立法 - 議会上院に当たる評議院議員の任命権を持つ。法律の承認と公布を行う。議会を召集する。国内外の重要事項に関して、国民投票を実施できる。
- 行政 - 首相の建議に基づき大臣を任命する。全ての公務員を任命する。条約の締結を行う。
- 司法 - 自ら議長を務める高等裁判評議会の建議に基づき裁判官を任命する。戒厳令を発布できる。
- 軍事 - 国防軍の最高司令官を兼任する。全ての将兵の任免権を持つ。

### 信仰
イスラム教スンナ派を信仰する。しかし、国王及び内閣の多数のポストを占めるハリーファ家がスンナ派である事実は、シーア派住民の割合が高いバーレーンにおいて治安上の不安要素になっており、シーア派の反政府デモ・抗議集会と治安部隊の衝突が度々発生している。

### その他
趣味は鷹狩・ゴルフ・釣り・テニスなど。ワールドカップへの初出場を目指すサッカーバーレーン代表には国を挙げた援助を行っている他、中東地域では初のF1誘致にも成功し、自身のスポーツへの興味を国威高揚に役立てている。また皇太子時代から設立・発展に携わり、現在も最高司令官を務める国防軍への思い入れは強い。
バーレーンで発行されている10ディナール紙幣に肖像が使用されている。

## 家族

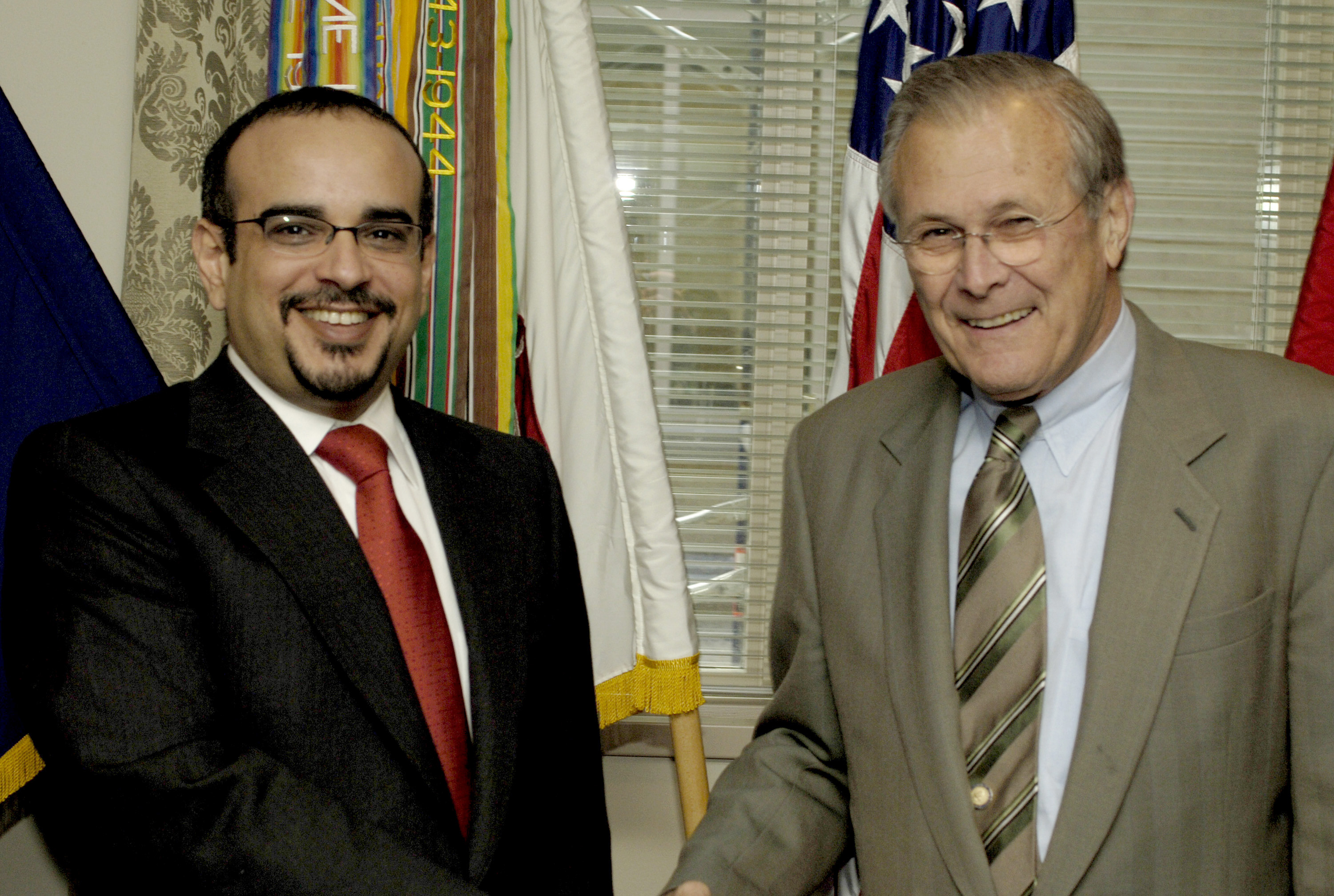
2006年、アメリカ訪問時のサルマーン王太子（左）。右は当時のラムズフェルド国防長官。

第一夫人はいとこに当たるサビーカ王妃であり、他にも妻がいる。子女は5男1女の6人がいる。
- サビーカ王妃（1968年成婚）
アラブ女性連合最高評議会 (en) の議長を務めるなど、バーレーンにおける女性の社会進出と権利獲得に尽力している[14]。
  - サルマーン王太子（1969年10月21日 - ）
1999年、父ハマドの首長即位と共に立太子され、2020年11月現在、首相と国防軍副最高司令官をつとめる[3][15]。F1バーレーングランプリ招致の中心人物である[16]。
  - アブドゥッラー王子（1975年6月30日 - ）
2008年、マイケル・ジャクソンを相手取り契約不履行の裁判を起こし、後に和解したことが報じられた[17]。
  - ハリーファ王子（1977年6月4日 - ）
  - ナジラー王女（1981年5月20日 - ）
- 以下の2人は他の妻との間の子。
  - ナースィル王子（1987年5月8日 - ）
  - ファイサル王子（1991年2月12日 - 2006年1月13日）
2006年、自動車事故に巻き込まれて死亡した (en) 。14歳没。